# Linia kolejowa nr 831
Linia kolejowa 831 – głównie dwutorowa, zelektryfikowana linia kolejowa znaczenia miejscowego, łącząca rejony ŁOC i ŁOA stacji Łódź Olechów.